# Pterocephalus bretschneideri
Pterocephalus bretschneideri là một loài thực vật có hoa trong họ Kim ngân. Loài này được (Batalin) E. Pritz. miêu tả khoa học đầu tiên năm 1901.